# صوت الموسيقى (إذاعة)
صوت الموسيقى هي إذاعة لبنانية تبث من بيروت. بدأت البث في أكتوبر 1998م.

## موجاتها
- بيروت وجبل لبنان والبقاع: 106.5 و 106.9 أف أم.
- جنوب وشمال لبنان: 106.7 أف أم.
- دمشق ودرعا والسويدا والقنيطرة: 106.5 أف أم.
- حمص وطرطوس واللاذقية: 106.7 أف أم.
- إربد ومعان وجرش: 106.5 أف أم.
- قبرص: 106.5 أف أم.
- مصر: 106.5 أف أم.
- تركيا: 106.5 أف أم.
- الإنترنت: البث الحي